# Korrelgrens

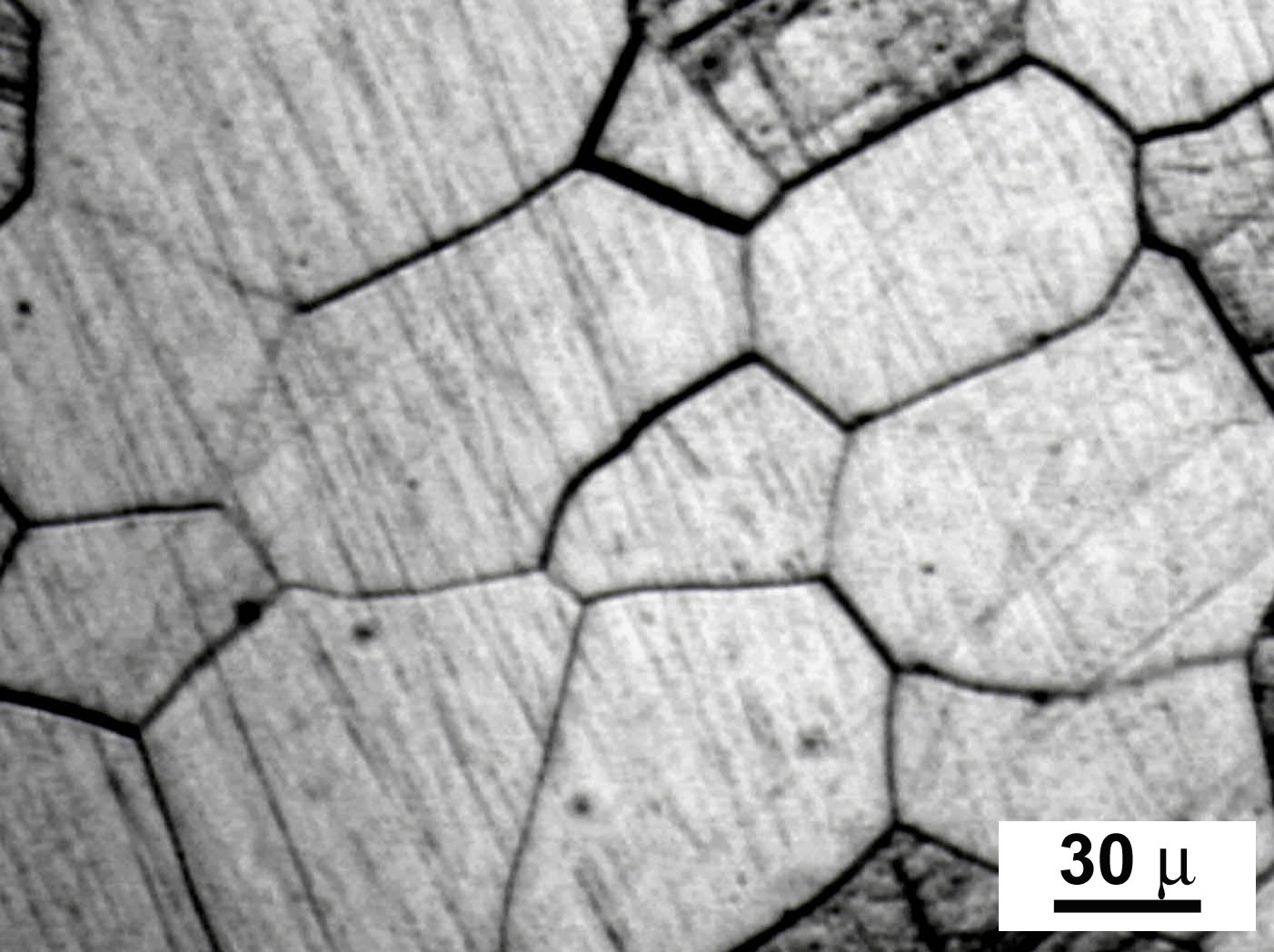
Microstructuur van VT22 (Ti5Al5Mo5V1,5Cr) na een warmtebehandeling. De korrels (grijs) en korrelgrenzen (zwart) zijn duidelijk zichtbaar op deze schaal.

De korrelgrens is de grens tussen twee korrels in een polykristallijn materiaal. De korrelgrens kan gewoon de rechtstreekse overgang tussen twee korrels van een homogeen materiaal zijn, bijvoorbeeld austeniet, maar ook uit een ander materiaal bestaan, bijvoorbeeld korrels van austeniet ingebed in ledeburiet. Korrelgrenzen kunnen zichtbaar gemaakt worden onder een microscoop, eventueel na gepaste voorbereiding.
Omdat korrelgrenzen in principe storingen zijn in de kristalstructuur hebben ze de neiging om de elektrische en thermische geleidbaarheid van een materiaal te verminderen.
Door de hoge grensvlakenergie en relatief zwak bindvermogen zijn korrelgrenzen in de meeste gevallen de eerste aangewezen plaats voor het optreden van corrosie alsook de afzetting van nieuwe fasen vanuit het vaste materiaal. Ze zijn ook van belang bij veel kruipmechanismen.
Er wordt onderscheid gemaakt tussen korrelgrenzen met een kleine en een grote hoek, de zogenaamde LAGB's (kleinhoekkorrelgrenzen - Low angle grain boundaries - met een hoekoriëntatieverschil van minder dan 10°) en HAGB's (groothoekkorrelgrenzen - high angle grain boundaries - met een hoekoriëntatieverschil van meer dan 10°).

Twee korrels (oranje en blauw) met een eigen kristaloriëntatie grenzen aan elkaar op een korrelgrens (groen en open delen).